# Gachamiga
La gachamiga è un piatto della cucina spagnola preparato mescolando farina, acqua, olio d'oliva e sale.
A seconda delle zone e dei gusti possono essere aggiunte nell'impasto o come accompagnamento patate, aglio, pancetta, chorizo, salsiccia, peperoncino o altro.
È un piatto comune nel sud-est della Spagna, in particolare nella Comunità Valenzana (province di Alicante e Valencia), nella regione di Murcia, di Castiglia-La Mancia (provincia di Albacete) e dell'Andalusia (province di Granada, Almería e Jaén).